# Saint-Cyr (Manche)
Saint-Cyr ist eine französische Gemeinde mit 211 Einwohnern (Stand 1. Januar 2022) im Département Manche in der Region Normandie. Sie gehört zum Arrondissement Cherbourg und zum Kanton Valognes.

## Lage
Sie liegt auf der Halbinsel Cotentin und grenzt im Norden an Huberville, im Nordosten an Saint-Germain-de-Tournebut, im Osten an Montebourg und Éroudeville, im Süden an Le Ham, im Südwesten an Hémevez und im Westen an Sortosville. 

## Bevölkerungsentwicklung

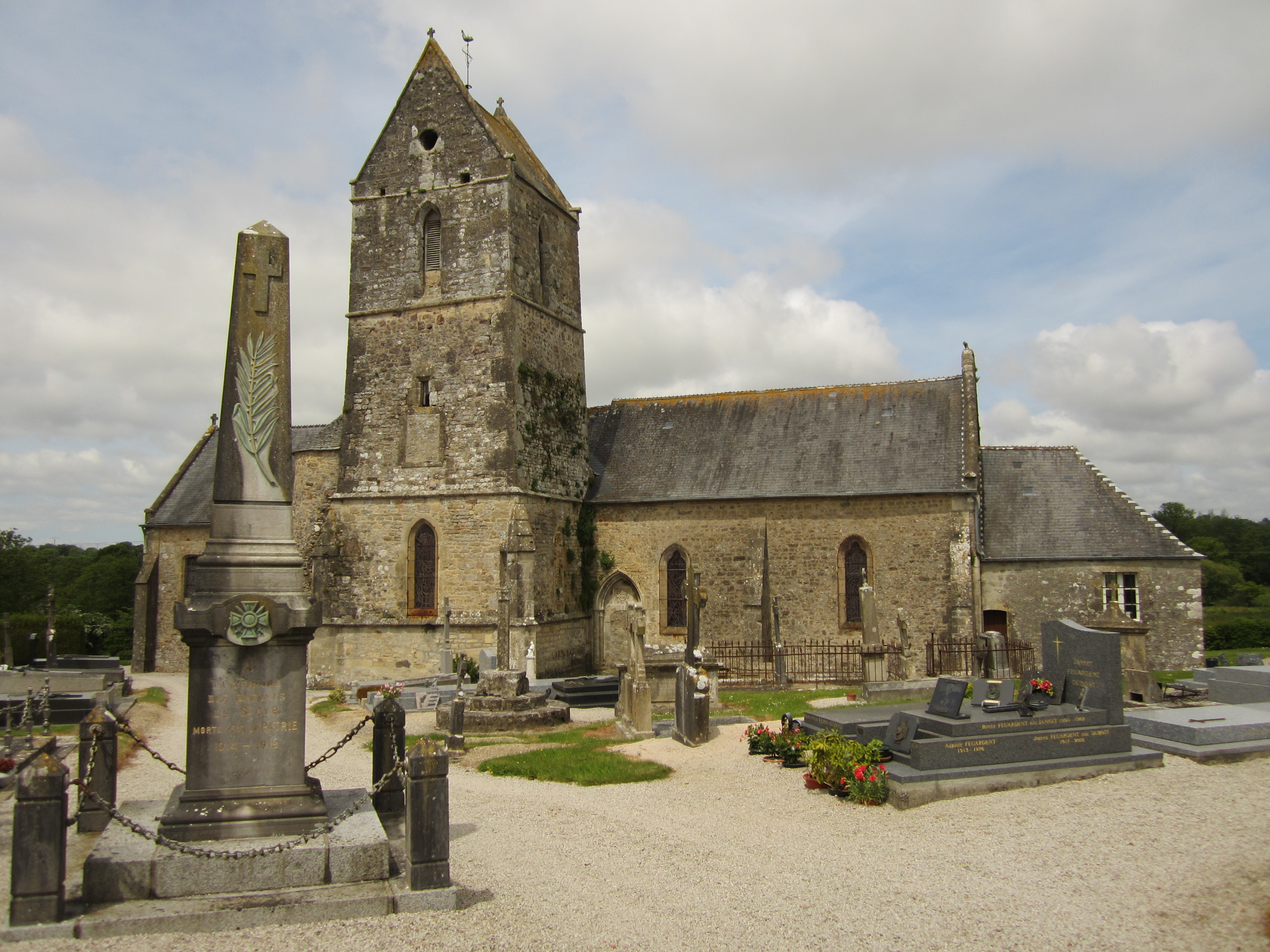
Kirche Saint-Cyr-et-Sainte-Juliette

| Jahr      | 1962 | 1968 | 1975 | 1982 | 1990 | 1999 | 2008 | 2018 |
| --------- | ---- | ---- | ---- | ---- | ---- | ---- | ---- | ---- |
| Einwohner | 170  | 138  | 139  | 164  | 166  | 178  | 199  | 189  |